# Brunneosporella aquatica
Brunneosporella aquatica är en svampart som beskrevs av Ranghoo & K.D. Hyde 2001. Brunneosporella aquatica ingår i släktet Brunneosporella och familjen Annulatascaceae.  Inga underarter finns listade i Catalogue of Life.